# Attentat de la Villa Somalia en 2014
 (juillet 2025).
L'attentat de la Villa Somalia en 2014 survient le 21 février 2014 lorsque des militants d'Al-Shabaab lancent une attaque surprise contre le palais présidentiel somalien Villa Somalia à Mogadiscio, où le président et le président du Parlement vivent et ont leurs bureaux. Les neuf assaillants sont tués lors de la fusillade qui suit avec les gardes du palais et les forces de sécurité, et au moins cinq responsables de la sécurité somaliens sont également tués.

## Attentat
L'assaut vise probablement des représentants du gouvernement qui prient dans la mosquée du complexe. Les combattants lourdement armés voyagent dans trois voitures et sont vêtus d'uniformes de garde et de bérets rouges portés par la sécurité du palais, leur permettant de se frayer un chemin à travers le périmètre extérieur de la sécurité. Une fois passé cela, l'une des voitures, qui contient une bombe, explose à travers la porte du complexe, créant une entrée dans le palais. Deux des kamikazes sont tués dans l'incident. Les sept autres hommes descendent de leur voiture et se livrent à une fusillade intensive avec les gardes du palais. Selon un haut responsable rapportant l'attaque, tous les militants sont morts, certains se faisant exploser, tandis que d'autres sont abattus. Plusieurs gardes du gouvernement sont également morts au cours de l'échange.
Les militants d'Al-Shabaab sont finalement submergés par les renforts du gouvernement somalien ainsi que par les troupes de l'AMISOM. Les pertes du gouvernement sont estimées à cinq gardes du palais, dont le chef adjoint des services de renseignement de l'armée somalienne, le général Mohamed Nur Shirbow, et Mohamed Abdulle, un proche collaborateur du Premier ministre. Plusieurs soldats somaliens sont également tués. Les neuf assaillants sont tués.
Le président somalien Hassan Sheikh Mohamoud en sort indemne avec le Premier ministre. Le ministère de l'Intérieur tient ensuite une conférence de presse devant le palais, où les corps de sept des assaillants sont exposés.